# エネルギー・気候変動省
エネルギー・気候変動省（エネルギー・きこうへんどうしょう、Department of Energy and Climate Change, DECC）は、かつて存在したイギリスの行政機関である。ビジネス・企業・規制改革省（エネルギー）と環境食糧農林省（気候変動）の一部機能を統合して発足した。大臣はエネルギー・気候変動大臣。
2008年10月3日にゴードン・ブラウン首相によって設置されたが、2016年7月、テリーザ・メイ首相によってビジネス・イノベーション・技能省と統合され、ビジネス・エネルギー・産業戦略省となった。

## 大臣
エネルギー・気候変動省の大臣は以下のとおり。
| 大臣 | 大臣                            | 職階                 | 担当                                     |
| ---- | ------------------------------- | -------------------- | ---------------------------------------- |
|      | エド・デイヴィ 下院議員         | 国務長官（閣内大臣） | 総務（エネルギー安全保障を含む）         |
|      | グレゴリー・バーカー 下院議員   | 国務大臣             | 気候変動、燃料欠乏及び緑の経済           |
|      | チャールズ・ヘンドリー 下院議員 | 国務大臣             | 石油、ガス、原子力及び再生可能エネルギー |
|      | ジョナサン・マーランド          | 政務次官             | 性能及び効率                             |

| 政党 |            | 保守党 |
| 政党 | 自由民主党 |        |

2008年10月から2010年5月までの歴代大臣は以下のとおり。
- エネルギー・気候変動大臣: エド・ミリバンド 下院議員
- エネルギー担当国務大臣（2009年6月 - ）: ジョアン・ラドック 下院議員
- 国務大臣: フィリップ・ハント
- 国務次官: デイヴィッド・キッドニー 下院議員

## 運営
- 事務次官（2008年10月-） - モイラ・ウォーレス[4]
- 主席科学顧問（2009年10月-） - デイヴィッド・J・C・マッケイ[5]

## 地方分権
英国を巡るエネルギー政策の分権化は様々である。グレート・ブリテン内の大半の分野は、ウェストミンスターで決定されている。保持され対象外とされている（即ち権限委譲されない）主なエネルギー関連事項は以下のとおり。
スコットランド
- 電力
- 石油及びガス
- 石炭
- 原子力
- 省エネルギー

北アイルランド
原子力は除かれている。企業・貿易・投資部は総合的エネルギー政策を担当している。
ウェールズ
ウェールズ分権合意に基づき、特定の政策分野はウェストミンスターが権限を持つのではなくウェールズ議会に移譲されている。